# Ponte Morandi (Toscane)
Ne doit pas être confondu avec Pont Morandi.
Pour les articles homonymes, voir Morandi.
 (août 2018).
Le Ponte Morandi est un pont qui franchit le lac de Vagli (it), dans la commune de Vagli Sotto.
Il est construit entre 1953 et 1955, et conçu par l’architecte Riccardo Morandi, qui lui donne son nom. Il mesure 122 m de longueur, 70 m de hauteur et 2,4 m de largeur[réf. nécessaire].